# Norica Câmpean
Norica Câmpean (o Cîmpean) (22 de marzo de 1972 en Teiuș) es una atleta rumana especializada en marcha atlética.
En 1999 consiguió la medalla de bronce en la Copa del Mundo de Marcha Atlética disputada en la ciudad francesa de Mézidon-Canon.
Ha participado en tres ocasiones en unos Juegos Olímpicos. En la primera ocasión lo hizo en los Juegos Olímpicos de Atlanta 1996, donde compitió sobre la distancia de 10 km terminando en el puesto 29. la segunda ocasión fue en los Juegos de Sídney 2000, donde conquistó un diploma olímpico por su sexta posición, esta vez sobre los 20 km. Su tercera participación fue en los Juegos Olímpicos de Atenas 2004, donde terminó en el puesto 27.